# Mátray Mihály
Mátray Mihály (Budapest, 1930. december 31. – Budapest, 2015. szeptember 30.) Balázs Béla-díjas magyar filmrendező, operatőr.

## Életpályája
Mátray Mihály (1900–1973) mérnök és Raymann Erika fia. 1937–1941 között járta ki az elemi iskolát. 1941–1949 között a Budapest-Fasori Evangélikus Gimnázium diákja volt. 1950–1954 között a Színház- és Filmművészeti Főiskola filmoperatőr szakos hallgatója volt. 1950–1958 között a Híradó- és Dokumentumfilm Gyár segédoperatőre, majd operatőre volt. 1954-től a MÚOSZ tagja volt. 1958–1992 között a Magyar Televízió operatőre volt. 1958–1960 között az MTV Híradó operatőre volt. 1960-tól a Magyar Filmművész Szövetség tagja volt. 1960–1970 között az aktuális főosztály főoperatőre volt. 1970–1980 között utazó tudósító volt. 1980–1985 között a külpolitikai szerkesztőség helyettes vezetője volt. 1985–1992 között a dokumentumműsorok főmunkatársa volt. 1992-ben nyugdíjba vonult.

## Magánélete
1954-ben házasságot kötött Keleti Éva fotográfussal. Két gyermekük született: Mihály (1955) és Katalin (1959).

## Műsorai
- Élő Újság
- Tv jelenti
- A hét

## Filmjei
- Felejthetetlen a tenger (1960)
- Uitz Béla festőművész (1962)
- A siker (1964)
- Századunk (1965)
- Dél panasza (1968)
- Özvegy Farkasné (1970)
- Boszorkányünnep (1972)
- Suga Juli meg a többiek (1976)
- Menekülés Magyarországra (1981)
- Velünk élő történelem (1983)
- A dokumentátor (1988)

## Művei
- A zene
- Rendezetlen valóság
- Siker

## Díjai, elismerései
- a miskolci filmfesztivál fődíja (1969)
- Balázs Béla-díj (1974)
- Eiben István-díj (2001)
- Aranytoll (2006)
- Arriman-díj (2006)